# Erico I de Sajonia-Lauenburgo
Erico I de Sajonia-Lauenburgo (h. 1280–1360) era un hijo de Juan I, duque de Sajonia e Ingeborg Birgersdotter de Småland (h. 1253–30 de junio de 1302, en Mölln), una hija o nieta de Birger Jarl. Gobernó Sajonia conjuntamente con su tío Alberto II, y sus hermanos Alberto III y Juan II, primero tutelado por Alberto II, hasta que llegaron a la mayoría de edad. En 1296 Eric, sus hermanos y su tío dividieron Sajonia en Sajonia-Wittenberg, gobernada por Alberto II, y Sajonia-Lauenburgo, gobernada conjuntamente por los hermanos entre 1296 y 1303 y posteriormente dividido entre ellos. Erico gobernó entonces el ducado derivado de Sajonia-Ratzeburg-Lauenburgo hasta 1338.

## Biografía
El padre de Erico, Juan I, dimitió como duque en 1282 en favor de sus tres hijos, Alberto III, Erico I, y Juan II. Como todos eran menores, su tío, Alberto II, actuó como su regente. Cuando Alberto III y sus hermanos llegaron a la mayoría de edad, compartieron el gobierno del ducado. El último documento que menciona a los hermanos y su tío Alberto II como duques sajones colegas se remonta al año 1295.
La partición definitiva de Sajonia en Sajonia-Lauenburgo, gobernada conjuntamente por Erico I  y sus hermanos y Sajonia-Wittenberg, gobernada por su tío Alberto II, tuvo lugar el 20 de septiembre de 1296, momento en que Vierlande, Sadelbande (Land de Lauenburgo), el Land de Ratzeburg, el Land de Darzing (más tarde Amt Neuhaus), y el Land Hadeln son mencionados como territorios separados de los hermanos. Alberto II recibió Sajonia-Wittenberg alrededor de la ciudad epónima y Belzig.
Erico I y sus hermanos al principio gobernaron conjuntamente Sajonia-Lauenburgo, antes de que la dividieran en tres partes, mientras que el exclave Land de Hadeln siguió siendo territorio gobernado conjuntamente en dominio trilateral. Eric entonces retuvo Bergedorf (Vierlande) y Lauenburgo y heredó la parte de su hermano sin hijos Alberto III, Sajonia-Ratzeburgo, después de que muriera en 1308 y una sección que retuvo la viuda de Alberto Margarita de Brandemburgo-Salzwedel a su muerte. Sin embargo, su otro hermano entonces reclamó una parte para él, de manera que en 1321 Erico pasó Bergedorf (Vierlande) a Juan II, cuya parte así empezó a ser conocida desde entonces como Sajonia-Bergedorf-Mölln y la de Erico como Sajonia-Ratzeburg-Lauenburgo.
En 1338 Erico I dimitió en favor de su hijo Erico II. En el curso de una disputa entre Erico II y el vecino duque Guillermo de Brunswick y Lunenburgo (Celle) las tropas del último expulsaron a Erico I de su castillo Riepenburg en Kirchwerder (actual burgo de Bergedorf, Hamburgo) y falleció en el exilio con su nieta Jutta en la capital de Hoya Nienburg del Weser.

## Matrimonio y descendencia
En 1316 o 1318 Erico se casó con Isabel de Pomerania (1291–después del 16 de octubre de 1349), hija de Boleslao IV de Pomerania. Tuvieron cuatro hijos:
- Erico II (1318/1320-1368).
- Juan I (?–1372), Príncipe-obispo de Cammin 1344–1372
- Elena (?–después de 1354), casó con Juan II, conde de Hoya-Bruchhausen (?–1377); sus hijos fueron: Erico I de Hoya, Juan I de Hoya y Otón IV de Hoya
- Jutta (?–después de 1354), casada con Gerardo III de Hoya-Nienburg (?–1383)